# Gabriele Maria Deininger-Arnhard

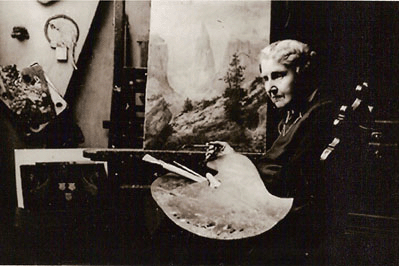
Gabriele Arnhard-Deininger in ihrem Atelier, um 1900

Gabriele Maria Deininger-Arnhard  (* 31. Juli 1855 in München; † 19. Oktober 1945 in Rum bei Innsbruck) war eine deutsch-österreichische Malerin.

## Leben und Wirken

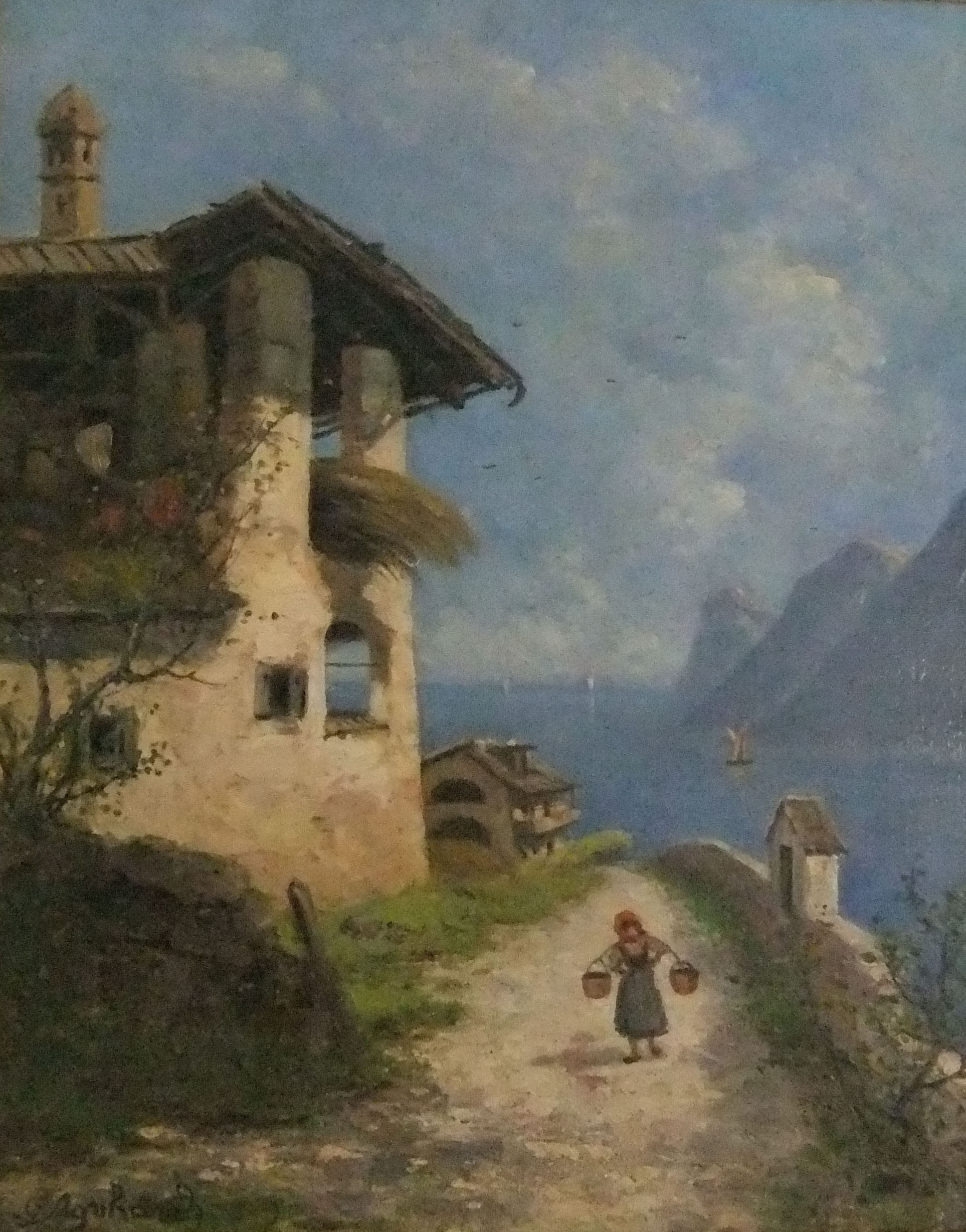
Wasserträgerin am Gardasee, um 1921

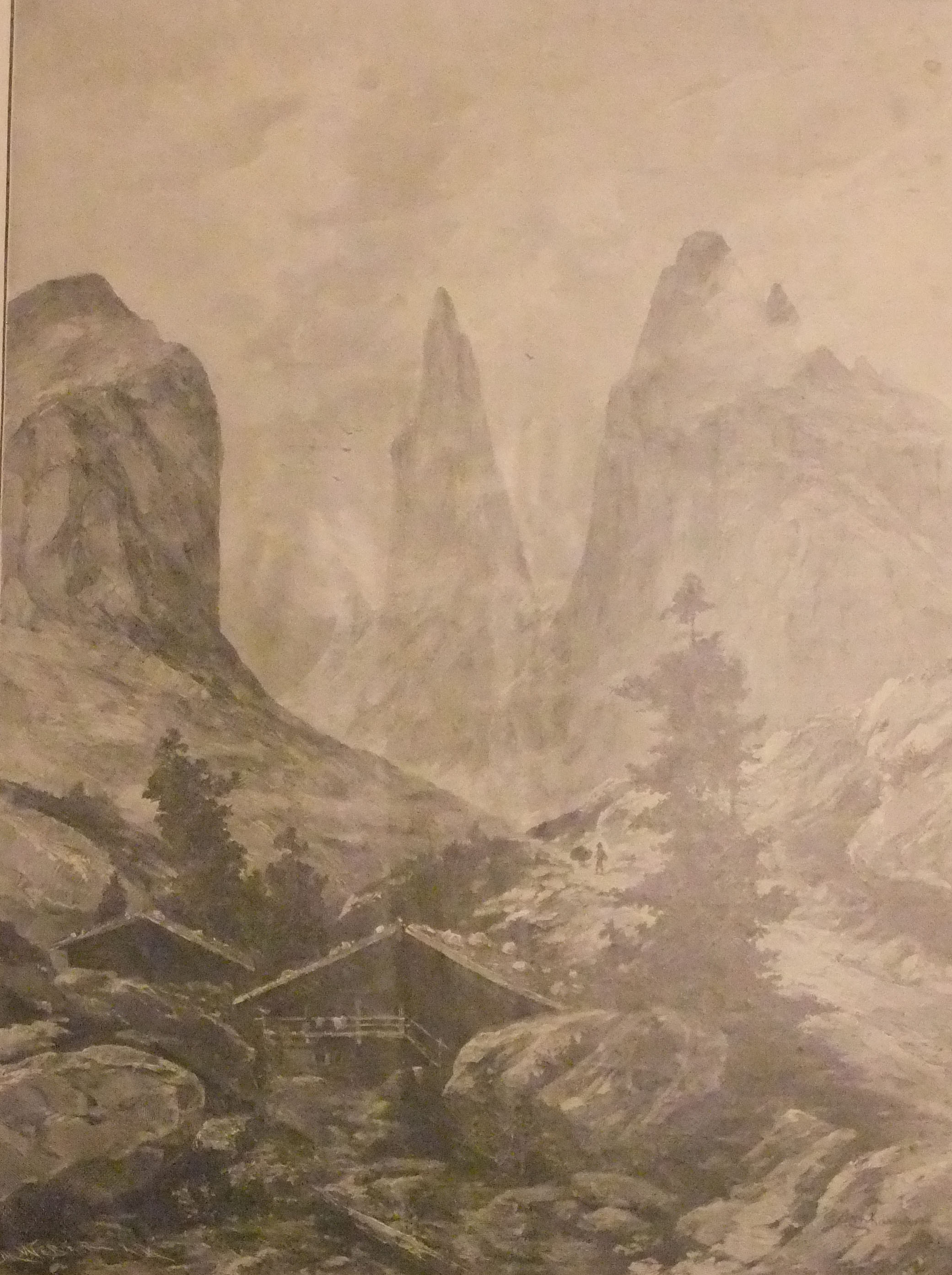
Der Winklerturm im Vajolettal

Ihre Eltern waren Wilhelm Arnhard, Magazinsverwalter in München, und Anna Arnhard, geb. Lenck aus Augsburg.
Arnhard studierte an der Königlichen Kunstschule in München. Danach besuchte sie Atelierunterricht beim Hofmaler Julius Lange (1817–1878) und bei Franciszek Streitt (1839–1890). Von 1880 bis 1885 war sie als Landschaftsmalerin in München tätig.
1885 heiratete Arnhard Johann Wunibald Deininger (Regierungsrat, Architekt, Tiroler Landeskonservator, Initiator und Direktor der Innsbrucker k.k.Staatsgewerbeschule) und zog nach Innsbruck um. Sie wurden in Innsbruck-Wilten, Franz-Fischer-Straße 9, ansässig. Die Künstlerin widmete sich auch in Innsbruck der Landschaftsmalerei. Vielfach assistierte sie ihrem Gatten bei topographisch-kunsthistorischen Studien in ganz Tirol. Ihre Kunst überragte jedoch himmelhoch die trockenen, schulmäßigen Darstellungen ihres Mannes.

## Rezeption
Ihre Werke setzten sich hauptsächlich aus Landschaftsdarstellungen aus dem Tiroler und Bayerischen Raum zusammen. Auch ländliche Interieurs in Öl und Aquarell gehörten zu ihrem bevorzugten Werk. Besonderes Interesse entwickelte sie für Darstellungen aus dem Ötztal. Laut eigener Auskunft hat sie mehr als 1000 großformatige Ölgemälde gemalt. Diese befänden sich in verschiedenen Städten Deutschlands, Tirols, Wien, Paris, Holland, der Schweiz, Tschechien, Ungarn und Nordamerika.
Arnhard-Deininger wurde die erste Einzelausstellung einer Künstlerin im Tiroler Landesmuseum Ferdinandeum gewidmet. Es folgten weitere Ausstellungen im In- und Ausland. In der lithographischen Anstalt Redlich erschien eine Serie ihrer Tiroler Landschaftsmalereien als farbige Ansichtskarten.
Seit 1906 leitete Arnhard-Deininger in Innsbruck eine Malschule für Damen, deren Erfolge erstmals  1907 mit Anerkennung zur Schau gestellt wurden.

## Ausstellungsbeteiligungen
- Kunstverein und Glaspalast München
- 1888  Jubiläums Ausstellung im Künstlerhaus Wien
- 1893 1. Tiroler Landesausstellung in Innsbruck
- 1900 Weltausstellung in Paris
- 1890, 1898 und 1914 Einzelausstellungen im Tiroler Landesmuseum Ferdinandeum

## Werke (Auswahl)
- Sandgrube, ausgestellt im Wiener Künstlerhaus
- Waldessaum auf der bayerischen Hochebene, ausgestellt im Wiener Künstlerhaus
- Holzsammlerin (um 1895), Tiroler Landesmuseum
- Abend (um 1895), Tiroler Landesmuseum
- Moorbild
- Herbst
- Am Gardasee
- Friedhof im Ötztal
- Mühle im Ötztal
- Partie aus dem Ötz (Frühlingstag im Ötztal)
- Der Schlern
- Der Rosengarten
- Fassaner Berge
- Die Weißkugel bei Vent
- Die Königspitze
- Gletscherlandschaft
- Am Feuerplatz
- Winterlandschaft mit Holzträgern
- Rastender Wandersmann in den Bergen mit seinem Eselskarren am Lagerfeuer
- Im Dachauer Moos
- Wandersmann in den Bergen
- Der Winklerturm im Vajolettal
- Alpendorf im Frühling. Öl/Leinwand, rechts unten signiert/datiert: 1918